# ヨルゴス・ランティモス
ヨルゴス・ランティモス（Γιώργος Λάνθιμος、Yorgos Lanthimos、1973年5月27日 - ）は、ギリシャ出身の映画監督である。
2012年、『ザ・ガーディアン』紙にて「この世代のギリシャの映画監督のなかで最も才能のある人物」と評された。

## 経歴
1973年5月27日、アテネに生まれる。下位中産階級の家庭で育った。若い頃はコマーシャルの製作によって生計を立てていた。
2009年、監督作品『籠の中の乙女』が第62回カンヌ国際映画祭にて「ある視点」部門のグランプリを受賞し、アカデミー外国語映画賞にノミネートされる。ギリシャの経済危機をきっかけとして、2011年、ロンドンへ移り住む。2015年、コリン・ファレル主演の『ロブスター』が第68回カンヌ国際映画祭にて審査員賞を受賞し、アカデミー脚本賞にもノミネートされた。
2018年、オリヴィア・コールマン、エマ・ストーン、レイチェル・ワイズ主演の『女王陛下のお気に入り』が第75回ヴェネツィア国際映画祭にて審査員大賞を受賞。さらにオリヴィア・コールマンに同映画祭の女優賞やアカデミー賞主演女優賞をもたらし、自身も初となる監督賞候補となった。
2023年の『哀れなるものたち』は第80回ヴェネツィア国際映画祭で最高賞にあたる金獅子賞を受賞。更に第96回アカデミー賞では製作と主演を務めたエマ・ストーンの主演女優賞を筆頭に4部門で受賞し、自身も2度目となる監督賞候補となった。

## フィルモグラフィー

### 長編映画
| 年   | 題名                                                                               | 役割             |
| ---- | ---------------------------------------------------------------------------------- | ---------------- |
| 2001 | Ο καλύτερός μου φίλος My Best Friend                                               | 監督 (共同)      |
| 2005 | キネッタ Kinetta                                                                   | 監督・脚本       |
| 2009 | 籠の中の乙女 Dogtooth                                                              | 監督・脚本       |
| 2011 | アルプス Alpies                                                                    | 監督・脚本・製作 |
| 2015 | ロブスター The Lobster                                                             | 監督・脚本・製作 |
| 2017 | 聖なる鹿殺し キリング・オブ・ア・セイクリッド・ディア The Killing of a Sacred Deer | 監督・脚本・製作 |
| 2018 | 女王陛下のお気に入り The Favorite                                                  | 監督・製作       |
| 2023 | 哀れなるものたち Poor Things                                                       | 監督・製作       |
| 2024 | 憐れみの3章 Kinds of Kindness                                                      | 監督・脚本・製作 |
| 2025 | 籠の中の乙女 4Kレストア版 Dogtooth                                                 | 監督・脚本       |
| 2025 | Bugonia                                                                            | 監督・製作       |

### 短編映画
| 年   | 題名                  | 備考           |
| ---- | --------------------- | -------------- |
| 1995 | O viasmos this Hlois  | 監督・脚本     |
| 2002 | Uranisco Disco        | 監督・脚本     |
| 2019 | NIMIC／ニミック Nimic | 監督・共同脚本 |

### ミュージックビデオ
| 年   | アーティスト名       | 曲名         | 備考 |
| ---- | -------------------- | ------------ | ---- |
| 1997 | デスピナ・ヴァンディ | Deka Entoles | 監督 |

## 受賞歴

### アカデミー賞
ノミネート
2010年 外国語映画賞: 『籠の中の乙女』
2016年 脚本賞: 『ロブスター』
2018年 作品賞: 『女王陛下のお気に入り』
2018年 監督賞: 『女王陛下のお気に入り』
2023年 作品賞: 『哀れなるものたち』
2023年 監督賞: 『哀れなるものたち』

### 英国アカデミー賞
受賞
2018年 英国作品賞:『女王陛下のお気に入り』
ノミネート
2016年 英国作品賞:『ロブスター』
2018年 作品賞:『女王陛下のお気に入り』
2018年 監督賞:『女王陛下のお気に入り』
2023年 作品賞:『哀れなるものたち』
2023年 英国作品賞:『哀れなるものたち』

### カンヌ国際映画祭
受賞
2017年 脚本賞: 『聖なる鹿殺し キリング・オブ・ア・セイクリッド・ディア』
2015年 審査員賞: 『ロブスター』
2009年 ある視点賞: 『籠の中の乙女』

### ヴェネツィア国際映画祭
受賞
2018年 審査員大賞: 『女王陛下のお気に入り』
2011年 脚本賞: 『アルプス』
2023年 金獅子賞：『哀れなるものたち』

### ヨーロッパ映画賞
受賞
2015年 脚本賞: 『ロブスター』
2019年 作品賞: 『女王陛下のお気に入り』
2019年 監督賞: 『女王陛下のお気に入り』